# Мваро (провинция)
Мваро (рунди Mwaro) — одна из 18 провинций Бурунди. Находится в центральной части страны. Площадь — 840 км², население 273 143 человека.
Административный центр — город Мваро.

## История
Образована 10 декабря 1998 года в результате отделения от провинции Мурамвья.

## География
На севере граничит с провинцией Мурамвья, на востоке — с провинцией Гитега, на юге — с провинцией Бурури, на западе — с провинцией Бужумбура-Рураль.

## Административное деление
Мваро делится на 6 коммун:
- Bisoro
- Gisozi
- Kayokwe
- Ndava
- Nyabihanga
- Rusaka